# Кесчоареле (Констанца)
Кесчоареле (рум. Căscioarele) — село у повіті Констанца в Румунії. Входить до складу комуни Черкезу.
Село розташоване на відстані 172 км на схід від Бухареста, 55 км на південний захід від Констанци.

## Населення
За даними перепису населення 2002 року у селі проживали 312 осіб, усі — румуни. Усі жителі села рідною мовою назвали румунську.